# ローレン・テイラー
ローレン・テイラー（Lauren Taylor、本名：Lauren Alexandra Taylor、1998年6月16日 - ）は、アメリカの女優、歌手である。2015年にNetflix のテレビシリーズ『リッチー・リッチ』に出演し、更に2015〜2016年のディズニー・チャンネルのコメディシリーズ『いつだってベストフレンド』で主人公の一人、シェルビーを演じた。

## 生い立ち
テイラーはコロラド州リトルトンに生まれ、カリフォルニア州のサンディエゴで育った。彼女は双子の2人の兄を持ち母親と兄弟とともに南カリフォルニアに住んでいる。   

## 出演
- Liv and Maddie（2015年、ディズニー・チャンネル） - シェルビー 役
- いつだってベストフレンド （2015〜2016年、ディズニー・チャンネル） - 主演：シェルビー 役
- リッチー・リッチ （2015年、Netflix） - 主演：ハーパー・リッチ 役
- Fairest of the Mall （2014年、ディズニー・チャンネル） - 主演：ホリー 役
- 口裂け女 in L.A. （2014年、Amazonプライム・ビデオ） - 主演：クレア 役

## ディスコグラフィー
- "Treat Me Right"（2014年）
- "Carousel" （2013年）